# Lissonota acrobasidis
Lissonota acrobasidis là một loài tò vò trong họ Ichneumonidae.